# Batalha de Loos
A batalha de Loos foi uma das principais ofensivas britânicas sobre a Frente Ocidental em 1915 durante a Primeira Guerra Mundial. Foi a primeira vez que os britânicos utilizaram gás venenoso durante a guerra, e é também famosa pelo fato de ter testemunhado o primeiro uso em grande escala de novos exércitos ou unidades "Kitchener's Army".
A batalha de Loos foi o componente britânico da ofensiva anglo-francesa conhecida como a Segunda Batalha de Artois.
O general Douglas Haig, então comandante do 1º Exército Britânico liderou o ataque; no entanto, seus planos foram afetados pela falta de munição de artilharia; o que enfraqueceu o bombardeio preliminar, essencial para o sucesso na emergente guerra de trincheiras.
Os britânicos também liberaram 140 toneladas de gás mostarda com sucesso variável - em alguns lugares, o gás retornou às trincheiras britânicas devido à direção do vento.
A batalha começou em 25 de setembro. As forças britânicas atravessaram as frágeis trincheiras alemãs e capturaram a cidade de Loos; porém, as dificuldades de suprimentos e comunicações, e a chegada tardia de revezamentos; reduziram o ímpeto do ataque.

Quando a batalha foi retomada no dia seguinte, os alemães barraram o avanço. A luta terminou em 28 de setembro com o recuo das forças britânicas às suas posições iniciais.